# William Cathcart, 1. Earl Cathcart

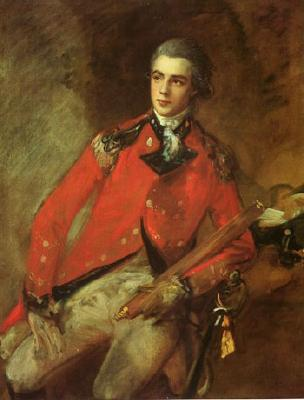
William Cathcart, 1. Earl Cathcart

William Schaw Cathcart, 1. Earl Cathcart KT, PC (* 17. September 1755 in Petersham; † 17. Juni 1843 auf Cartside bei Glasgow) war ein britischer Peer, General und Diplomat.

## Leben
Cathcart war der Sohn des Generals und Diplomaten Charles Cathcart, 9. Lord Cathcart, aus dessen Ehe mit Jane Hamilton, Tochter des Archibald Hamilton. Er studierte zunächst in Glasgow Rechtswissenschaft. Beim Tod seines Vaters im August 1776 erbte er dessen schottischen Adelstitel als 10. Lord Cathcart. 1777 trat als Offizier des 7th Regiment of Dragoons in die britische Armee ein. Er kämpfte im Amerikanischen Unabhängigkeitskrieg, stieg rasch im Rang auf, wechselte 1778 zum 17th Regiment of (Light) Dragoons und kommandierte in der Schlacht von Monmouth die loyalistische British Legion; zeitweise war er auch Generalquartiermeister der britischen Truppen in Nordamerika. 1780 kehrte er nach Großbritannien zurück und wurde im Februar 1781 Captain und Lieutenant-Colonel der Coldstream Guards. 1786 wurde er als Representative Peer für Schottland ins britische House of Lords gewählt und bekleidete diese Stellung in fünf aufeinanderfolgenden Wahlperioden.
Von 1792 bis 1797 amtierte er als Colonel des 29th (Worcestershire) Regiment of Foot. 1793, also zu Beginn der Koalitionskriege, wurde Cathcart zum Brigadier ernannt und machte dann den Feldzug in Flandern mit, in dem er sich wiederum auszeichnete. 1794 wurde er zum Major-General befördert. Am 8. Januar 1795 lieferte er den Franzosen bei Büren ein blutiges Gefecht; er blieb bis zum Dezember mit einigen Schwadronen Kavallerie in Deutschland, während das übrige Heer bereits im Mai nach Großbritannien zurückgekehrt war. 1797 erhielt er das Amt des Colonels des 2nd Regiment of Life Guards, das er bis 1843 innehatte.
1801 ernannte ihn König Georg III. zum Lieutenant-General und 1803 zum Oberbefehlshaber von Irland.
In der Folgezeit war er Oberbefehlshaber in Schottland. 1807 führte Cathcart den Oberbefehl über die gegen Kopenhagen bestimmten Landtruppen. Nachdem sich die dänische Regierung geweigert hatte, die dänische Flotte an die Briten auszuliefern, befahl Cathcart der Flotte, die Stadt zu beschießen. Nach dreitägigem Beschuss, der etwa 2.000 Tote verursachte und 30 % der Gebäude zerstörte, ergab sich die Stadt am 6. September. Cathcart kehrte mit einer Beute von 17 Linienschiffen und 17 Fregatten nach Großbritannien zurück, eine größere Anzahl von dänischen Kanonenbooten wurde versenkt. Er wurde dafür am 9. November 1807 mit den erblichen Adelstiteln Viscount Cathcart, of Cathcart in the County of Renfrew, und Baron Greenock, of Greenock in the County of Renfrew, belohnt. Die Titel gehören zur Peerage of the United Kingdom und waren mit einem erblichen Sitz im House of Lords verbunden.
1812 wurde er zum General befördert; einige Monate später ging Cathcart als Gesandter der britischen Krone nach Russland. Er machte im Gefolge des Zaren Alexander die Feldzüge von 1813 und 1814 mit (siehe Befreiungskriege) und nahm als britischer Diplomat am Kongress von Châtillon sowie am Wiener Kongress teil.
Am 18. Juni 1814 wurde ihm die Würde eines Earls Cathcart verliehen. Bis 1820 repräsentierte er weiterhin das Vereinigte Königreich als Botschafter am Zarenhof.
William Schaw Cathcart starb am 17. Juni 1843 auf seinem Landsitz Cartside bei Glasgow, wo er die letzten Jahre seines Lebens verbracht hatte.

## Ehe und Nachkommen
Am 10. April 1779 heiratete er in New York Elizabeth Elliot. Mit ihr hatte er vier Töchter sowie fünf Söhne, die alle eine militärische Laufbahn einschlugen:
- William Cathcart, Master of Cathcart (1782–1804), Captain der Royal Navy;
- Charles Cathcart, 2. Earl Cathcart (1783–1859), General der British Army;
- Hon. Frederick McAdam of Craigangillan (1789–1865), Colonel der British Army;
- Hon. Sir George Cathcart (1794–1854), General der British Army;
- Hon. Adolphus Frederick Cathcart (1803–1884), Lieutenant-Colonel der British Army.